# Esquadrilha da Fumaça

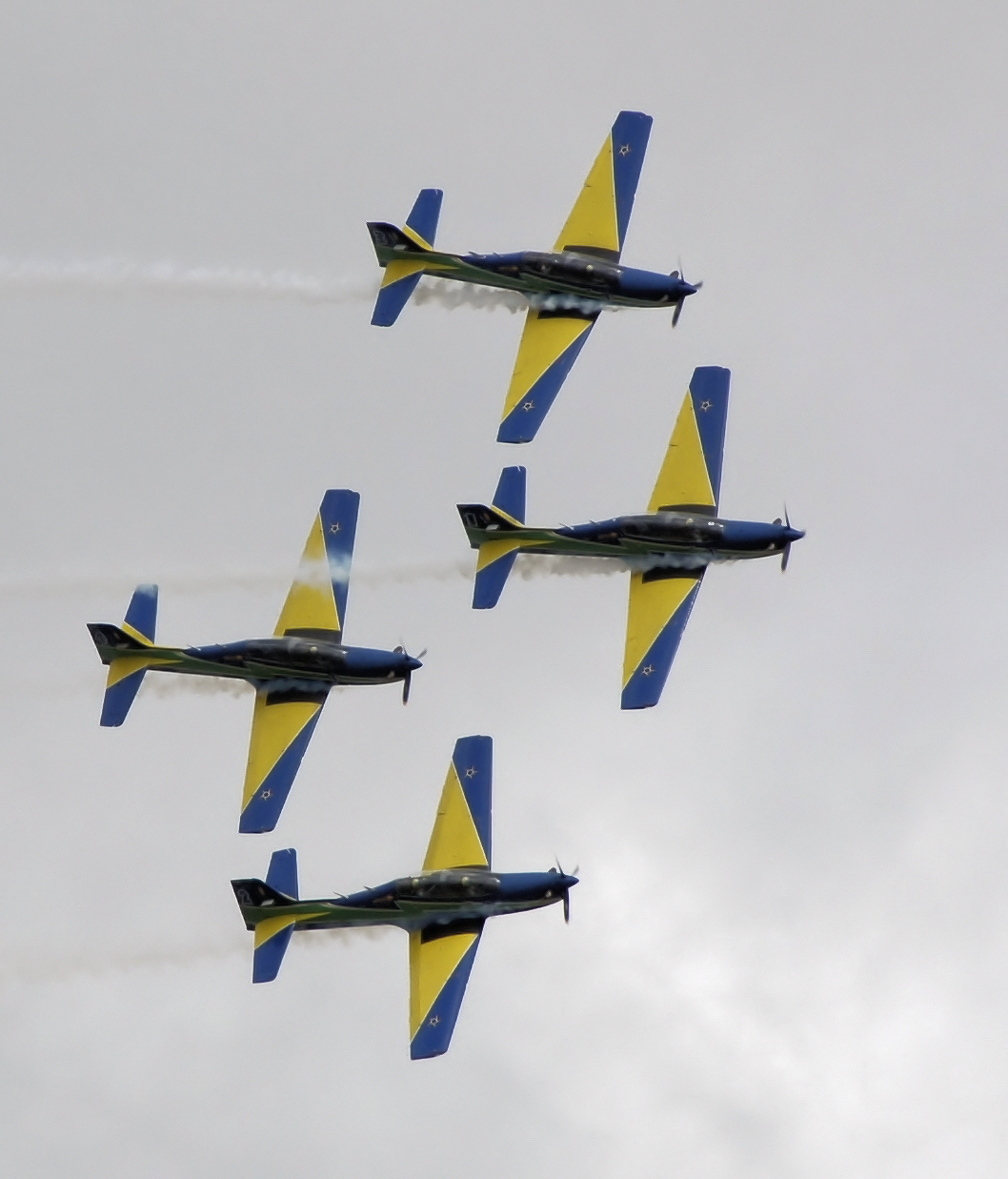
Formacja czterech samolotów

'Esquadrilha da Fumaça (ang. Smoke Squadron), pełna nazwa: Esquadrão de Demonstração Aérea – zespół akrobacyjny Brazylijskich Sił Powietrznych powstały w 1952.

## Historia
Zespół powstał w szkolnej jednostce w São Paulo, gdzie stacjonuje do dzisiaj. Początkowo grupa latała na amerykańskich samolotach North American T-6 Texan. W roku 1968 zespół zmienił samoloty na francuskie Fouga CM.170 Magister. W 1972 powrócono jednak do amerykańskiego samolotu T-6. W roku 1977 zespół przerwał swoją działalność. Reaktywacji dokonano w roku 1983. Zespół wyposażono w szkolne samoloty produkcji brazylijskiej Neiva Universal. Samoloty służyły w zespole zaledwie rok. W tym samym roku grupę wyposażono w Embraer Tucano, również produkcji brazylijskiej. Na tychże samolotach ekipa lata do dzisiaj. Samoloty wyposażono w tzw. wytwornicę dymów oraz pomalowanych w narodowe barwy. Zespół wystawia Szkoła sił powietrznych Brazylii w São Paulo.

## Wypadki i katastrofy
- 2 kwietnia 2010 - podczas pokazów odbywających się Lajes w Brazylii. W wyniku wypadku śmierć poniósł solista zespołu pułkownik Anderson Amaro Fernandes. Wstępnie przyczyną wypadku była zła ocena odległości od ziemi podczas wykonywania prostej dla doświadczonego pilota pętli. Świadkowie potwierdzają, iż do samego końca lotu silnik samolotu pracował. Samolot został doszczętnie zniszczony po tym, jak stanął w płomieniach. Szczęśliwie maszyna spadła z dala od widzów, nieopodal pasa startowego.

## Samoloty
- 1952–1968 - North American T-6 Texan
- 1968–1972 - Fouga CM.170 Magister
- 1972–1977 - North American T-6 Texan
- 1977–1983 - zawieszenie działalności
- 1983 - Neiva Universal
- 1983 - nadal - Embraer Tucano